# Poiseuille
De poiseuille is een oude eenheid van dynamische viscositeit, met als symbool Pl. De poiseuille is gelijk aan 1 pascalseconde, die een eenheid is in het SI-stelsel.
De poiseuille is vernoemd naar de Franse geneesheer en natuurkundige Jean Léonard Marie Poiseuille (1797-1869).
Het is een oude Franse eenheid van dynamische viscositeit, die niet verward mag worden met de cgs-eenheid poise (P of Po). Beide zijn geen eenheid van het SI-stelsel meer. Eén poiseuille is tien poise.